# Martyr (группа)
Martyr (с англ. — «Мученик») — канадская дэт-метал-группа из Труа-Ривьера, Квебек. Их музыкальный стиль состоит в основном из прогрессивного использования мелодий и вариаций трэш- и дэт-метала.

## История
Основанные в 1994 году братьями Даниэлем (гитара, вокал) и Франсуа Монгреном (бас-гитара), вместе с Пьером-Люком Лэмпроном (гитара) и Франсуа Ришаром (ударные), Martyr записали в сентябре 1995 года демо-запись под названием Ostrogoth. В сентябре 1997 года группу покинул барабанщик Франсуа Ришар, его заменил Патрис Амлен, а в ноябре того же года вышел дебютный полноформатный альбом Hopeless Hopes.
Martyr выпустили независимый второй альбом Warp Zone в 2000 году. Лэмпрон покинул группу, и его заменил гитарист Мартин Карбонно. В 2007 году группа выпустила альбом Feeding the Abscess. В 2008 году группа выпустила видеоальбом Havoc in Quebec City. Даниэль Монгрейн присоединился к Voivod в 2008 году под псевдонимом «Chewy».

## Состав
Текущий состав
- Дэниэль Монгрейн (1994 – настоящее время) — гитара, вокал
- Мартин Карбонно (2002 – настоящее время) — гитара
- Франсуа Монгрен (1994 – настоящее время) — бас-гитара, бэк-вокал

Бывшие участники
- Пьер-Люк Лэмпрон (1994–2001) — гитара
- Франсуа Ришар (1994–1997) — ударные
- Патрис Амелин (1997–2012) — ударные

Временная шкала

## Дискография
- Hopeless Hopes (1997)
- Warp Zone (2000)
- Feeding the Abscess (2006)

### Концертные альбомы
- Extracting the Core (2001)

### Видеоальбомы
- Havoc in Quebec City (2008)